# Санкт-Якобсгалле
47°32′23″ пн. ш. 7°37′07″ сх. д. / 47.539722222222° пн. ш. 7.6186111111111° сх. д.
Санкт-Якобсгалле (нім. St. Jakobshalle) — багатофункціональна арена, розташована в Базелі, Швейцарія, та відкрита у вересні 1976 року. Використовується для широкого спектру заходів, зокрема концертів, спортивних змагань (серед яких Swiss Indoors), виставок, конференцій та інших подій. Вміщує до 12 400 глядачів залежно від конфігурації події. 2025 року арена стала місцем проведення Пісенного конкурсу Євробачення 2025.

## Історія
Санкт-Якобсгалле була відкрита 26 вересня 1976 року на південному сході Базеля з метою забезпечення міста багатофункціональною ареною для проведення спортивних і культурних подій. Арена була названа на честь історичної місцевості St. Jakob an der Birs, де 1444 року відбулася битва між військами Старої Швейцарської Конфедерації та французькою армією, що додало символічного значення споруді. Автором проєкту будівництва став Джованні Паноццо.
З моменту відкриття арена стала важливим центром для проведення міжнародних подій. Вона особливо відома як місце проведення тенісного турніру Swiss Indoors, де регулярно виступають деякі з найвідоміших тенісистів світу, включно з Роджером Федерером. Крім тенісу, арена також використовувалася для проведення змагань з гандболу, баскетболу, легкої атлетики, бадмінтону (Yonex Swiss Open) та інших видів спорту.
На початку 2000-х років Санкт-Якобсгалле стала популярною і для проведення музичних подій та концертів. Тут виступали Queen, AC/DC, Madonna, Тіна Тернер, Джонні Кеш, Muse та інші відомі артисти.

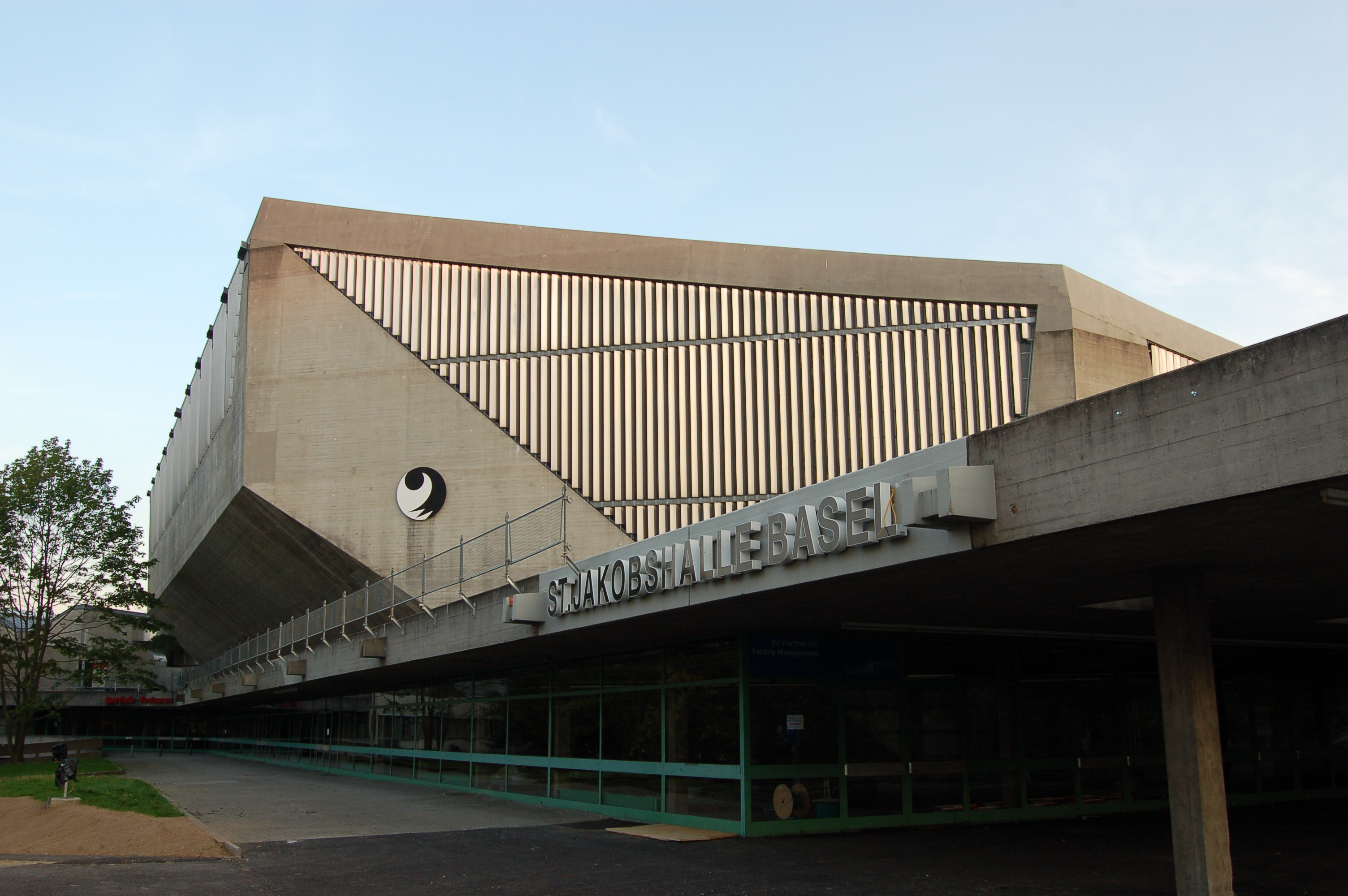
Арена до реконструкції (2006)

У 2015—2018 роках арена пройшла масштабну реконструкцію і модернізацію вартістю понад 100 млн шв. франків. Модернізація охоплювала покращення інфраструктури та безпеки, перенесення головного входу, виведення будівлі в один рівень із вулицею, подовження даху, збільшення кількості глядацьких місць та оновлення технічного обладнання.
2025 року арена приймала Пісенний конкурс Євробачення 2025.

## Інфраструктура
Наразі Санкт-Якобсгалле складається з низки приміщень. Перше — безпосередньо арена з площею 2 800 м², яка може вмістити 12 400 глядачів (до реконструкції — 9 000). Також є п'ять залів:
- Універсальний зал, створений для проведення невеликих загальних заходів, а також для проведення бенкетів, семінарів або прес-конференцій;
- Зал для великих урочистих вечерь, концертів або менших загальних зустрічей. Має велику висоту. Тут проводиться Swiss Indoors Basel;
- Багатофункціональний зал для проведення спортивних і світських заходів середнього розміру. Підходить як для загальних зустрічей, так і для банкетів чи подібних корпоративних заходів;
- Два зали (4 і 5) площею 324 м² кожен розташовані на першому поверсі і є додатковими приміщеннями для проведення великих заходів. Вони мають однакову інфраструктуру, їх можна використовувати як окремо, так і об'єднати.

Окрім залів, Санкт-Якобсгалле складається з: дворівневого фоє площею 5000 м2, обладного скляними фасадами, яке підходить для виставок та заходів; бізнес-куточка, який має переднє вікно та просторий балкон з прямим видом на арену; VIP-куточка, який розташований над бізнес-кутком і містить великі вікна та балкон високо над ареною.